# Nicu Ceaușescu
Nicu Ceaușescu (ur. 1 września 1951 w Bukareszcie, zm. 26 września 1996 w Wiedniu) – rumuński polityk, syn komunistycznego przywódcy Rumunii Nicolae Ceaușescu i jego żony Eleny, typowany na następcę ojca.

## Życiorys
Jego starsze rodzeństwo to Valentin (ur. 1948) i Zoia (1949–2006).
Spośród dzieci Nicolae Ceaușescu tylko Nicu przejawiał zainteresowanie polityką. Według niepotwierdzonych informacji Nicu miał w wieku czternastu lat zgwałcić koleżankę. Ojciec Nicu nie ignorował wybryków alkoholowych syna i krytykował jego zachowanie. Nicu Ceaușescu uchodził za bardziej znienawidzoną osobę w Rumunii niż jego ojciec Nicolae.
W 1983 roku Nicu Ceaușescu objął urząd pierwszego sekretarza Związku Młodzieży jednocześnie sprawując urząd ministra do spraw młodzieży. W listopadzie 1984 roku został wybrany na kandydata do Egzekutywy Komitetu Politycznego. W październiku 1987 roku objął rządy w okręgu Sybin.
W grudniu 1989 Nicu wraz z Valentinem i Zoe zostali aresztowani. 21 sierpnia 1990 roku został skazany na karę 20 lat pozbawienia wolności za podżeganie do zabójstwa. W 1991 roku wyrok zmniejszono do 16 lat. W 1996 roku zmarł w wyniku ciężkiej niewydolności wątroby w Wiedniu.